# Гюттиг, Антони
Антони Гюттиг (фр. Anthony Guttig; 30 октября 1988, Дижон, Франция) — французский хоккеист, нападающий клуба «Руан» и сборной Франции.

## Биография
Антони Гюттиг начал профессиональную карьеру в своём родном городе за местный клуб «Дижон». В сезоне 2006/07 дебютировал в высшей лиге Франции. По окончании сезона 2008/09 получил трофей Жан-Пьера Граффа как лучший молодой игрок лиги Магнуса. В 2012 году выиграл с клубом кубок Франции. Летом 2012 года перешёл в шведский клуб «Мура». В том же году впервые сыграл на чемпионате мира по хоккею с шайбой в составе французской национальной команды. С 2015 года — игрок финского КооКоо. За команду провёл один сезон.
В 2016 году вернулся во Францию, выступал за команду «Дижон». С 2017 года — игрок французского «Руана». В составе команды в сезоне 2017/18 стал чемпионом Франции.
По итогам сезона 2020/21 стал обладателем трофея Альфреда Хасслера как самый ценный французский игрок сезона Лиги Магнуса.

## Достижения

### Командные достижения
- Чемпион Франции (2): 2017/18, 2020/21

### Личные достижения
- Трофей Жан-Пьерра Граффа: 2008/09
- Трофей Альфреда Хасслера (2): 2011/12, 2020/21[1]
- Лучший ассистент Лиги Магнуса: 2020/21 — 22